# كاميلو بينو
كاميلو بينو (بالإسبانية: Camilo Pino La Corte) هو كاتب فنزويلي، ولد في 1970.